# Big Balloon
 (décembre 2020).
Si vous disposez d'ouvrages ou d'articles de référence ou si vous connaissez des sites web de qualité traitant du thème abordé ici, merci de compléter l'article en donnant les références utiles à sa vérifiabilité et en les liant à la section « Notes et références ».
Big Balloon ou Big Balloon B.V. est une maison d'édition de bande dessinée néerlandaise créée en 1990, ciblant une variété de produits comme les magazines, les livres, les livres de poche, les bandes dessinées et des livres de puzzle, pour les jeunes néerlandophone aussi bien aux Pays-Bas qu'en Flandre.
Cette société se trouve à Heemstede aux Pays-Bas.

## Produits

### Romans
- Bob le bricoleur (Bob the Builder)
- Bob l'éponge (SpongeBob SquarePants)

### Livres de poche
- Charmed
- Gilmore Girls
- Sabrina, l'apprentie sorcière (Sabrina, the Teenage Witch)

### Bandes dessinées
- Agent 327 [1]
- Billie Turf[1]
- DirkJan[1]
- Douwe Dabbert[1]
- Franka
- Natacha (Natasja)
- Roy of the Rovers[1]
- Roel Dijkstra[1]
- Scooby-Doo
- Sjors & Sjimmie[1]
- Storm
- Van Nul tot Nu[1]